# Pannonia (diocesi)
La diocesi di Pannonia (in latino: Dioecesis Pannoniarum) o, a partire dal 379, diocesi d'Illirico, era una diocesi del Tardo Impero romano. La sede del vicarius era Sirmio.

## Storia
Venne istituita nel 314 in seguito alle riforme provinciali di Diocleziano e Costantino. Faceva originariamente parte della Prefettura del pretorio d'Italia, e in seguito entrò a far parte della prefettura del pretorio dell'Illirico. Dopo la divisione di quest'ultima nel 379, entrò a far parte di nuovo nella Prefettura d'Italia con la denominazione di diocesi d'Illirico.
Nel 437 Galla Placidia, moglie dell'imperatore romano d'Occidente Costanzo III, per ricompensare l'imperatore romano d'Oriente Teodosio II, ove si era rifugiata dopo la morte del marito, per aver messo sul trono occidentale il figlio di lei Valentiniano III, cedette l'estremità orientale della Pannonia II (con le città di Sirmio e Bassiana) all'Impero romano d'Oriente. Il resto della Pannonia era stato ceduto agli Unni da Ezio in cambio dell'appoggio militare degli Unni all'Impero in Gallia. La Pannonia II divenne così la tredicesima provincia dell'Illirico orientale e Sirmio divenne per qualche tempo la capitale della prefettura dell'Illirico (orientale), ma venne ceduta da Teodosio II agli Unni in seguito alle vittoriose campagne balcaniche di Attila del 441-442.
Secondo altri studiosi, tuttavia, tutto l'Illirico occidentale sarebbe stato ceduto all'Impero d'Oriente. Essi citano come prova:
- un passo delle Variae di Cassiodoro in cui viene affermato che Galla Placidia, perdendo l'Illirico, acquistò una nuora (Valentiniano III si sposò con la figlia di Teodosio II, Licinia Eudossia).
- un passo di Giordane che afferma che «Valentiniano III viaggiò da Roma a Costantinopoli per sposare Eudossia, figlia dell'Imperatore Teodosio, e, per ricompensare il suocero, cedette tutto l'Illirico» (Giordane, Romana, 139).
- Polemio Silvio nel 448 elenca tra le province dell'Illirico anche quelle dell'Illirico occidentale.
- il fatto che gli imperatori d'Oriente avessero concesso in Pannonia terre ai Goti, Unni, Gepidi e altri barbari, prova che la Pannonia apparteneva all'Oriente.
- nel panegirico di Sidonio Apollinare del 467, Roma si rivolge a Costantinopoli elencando tra le province in suo possesso la Sicilia, la Gallia e il Norico, ma non Dalmazia e Pannonia.

Tuttavia Procopio afferma che la Dalmazia era governata da uomini (come il comes Marcellino) dipendenti dall'Impero romano d'Occidente, e ciò contrasta con la cessione della Dalmazia all'Impero d'Oriente. Uno studioso (Wozniak) ha tentato di conciliare Procopio con le altre fonti sostenendo che la Dalmazia, pur appartenendo nominalmente all'Impero d'Oriente, de facto apparteneva a quello d'Occidente:
(Wozniak 1981:354-355. Citato in MacGeorge, p. 37)
Diversi studiosi, oggi, ritengono che solo parte dell'Illirico occidentale fu ceduto all'Impero d'Oriente, anche se è non vi è consenso su quale parte fu ceduta: Demougeot e Mòscy ritengono che fu ceduta solo «l'area di Sirmio», Barker invece sostiene che fu ceduta «parte della Dalmazia», secondo invece J.B. Bury «una parte considerevole della diocesi dell'Illirico, Dalmazia, Valeria e Pannonia orientale vennero sicuramente trasferite»; Praga invece ritiene che «la cessione dell'Illirico occidentale... non riguardò la Dalmazia». Sicuramente fu ceduta almeno la Pannonia II con Sirmio: una Novella di Giustiniano I (11.1) attesta infatti che Sirmio nel 441 apparteneva all'Impero d'Oriente ed era la sede del prefetto del pretorio dell'Illirico, Apreemio, poi costretto nello stesso anno a fuggire a Tessalonica a causa delle invasioni di Attila, che nello stesso anno attaccò ed espugnò Sirmio. Sembra certo, invece, che il Norico rimase in mano romano-occidentale: secondo Prisco, infatti, il governatore del Norico, Promoto, era uno degli ambasciatori romano-occidentali che nel 449 furono inviati presso Attila, mentre l'agiografia di San Severino narra che ancora intorno al 460 le truppe del Norico ricevevano, seppur sempre più irregolarmente, il soldo da Ravenna e non da Costantinopoli; inoltre il panegirico del 467 di Sidonio Apollinare nomina il Norico tra le province romano-occidentali.
Comunque la Dalmazia, sebbene legata all'Occidente, mostrò, a partire dal 460 ca., tendenze scissioniste dal governo di Ravenna. Il comes di Dalmazia Marcellino infatti non riconobbe Libio Severo come nuovo imperatore d'Occidente, staccando la Dalmazia dall'Impero e governandola come una sorta di vero e proprio dominio personale. Successivamente un altro comes di Dalmazia, Giulio Nepote, era riuscito a diventare imperatore d'Occidente, anche se dopo solo un anno venne deposto e costretto a fuggire in Dalmazia, dove regnò fino al 480. La Dalmazia, insieme alla Gallia settentrionale, fu una delle due parti dell'Impero occidentale a soccombere alcuni anni dopo la deposizione dell'ultimo imperatore d'Occidente.
In Norico (che, nonostante la presunta cessione all'Oriente, nel 467 viene citata da Sidonio Apollinare tra le province dell'Occidente), invece, il crollo del gettito fiscale dell'Impero d'Occidente aveva causato una progressiva diminuzione delle truppe poste alla sua difesa, che spesso ricevevano con irregolarità la paga. Ciò espose la regione ai saccheggi e alle devastazioni dei Rugi e di altre popolazioni barbariche, come Eruli, Ostrogoti, Alemanni e Turingi. A un certo punto - tra il 460 e il 470 - l'Impero cessò di pagare le truppe della regione del tutto, ma ciò non lasciò il Norico esposto completamente senza difese alle incursioni dei Barbari. Infatti i soldati del posto, essendo motivati a difendere la propria famiglia e i propri possedimenti dalle incursioni, continuarono a difendere le guarnigioni dai Barbari, portando alla formazione di vere e proprie milizie cittadine, che però, anche se riuscirono a ritardarla, non riuscirono a evitare la caduta del Norico in mano ai Rugi.
Il Re ostrogoto d'Italia Teodorico il Grande conquistò la Pannonia agli inizi del VI secolo, e potrebbe aver rifondato la diocesi.

## Struttura
La diocesi di Pannonia comprendeva le province romane di Pannonia Prima, Pannonia Valeria, Pannonia Savia, Pannonia Secunda, Noricum Mediterraneum, Noricum Ripensis e Dalmatia.

## Lista di Vicari conosciuti
- Valerio Licinio (308-314).

## Uso successivo del termine
Nel IX secolo, esisteva in Pannonia una diocesi cristiana che si chiamava "diocesi di Pannonia"; il suo vescovo era san Metodio.